# Castello di Rezzanello
Das Castello di Rezzanello ist eine mittelalterliche Burg in Rezzanello, einem Ortsteil der Gemeinde Gazzola in der italienischen Emilia-Romagna. Das Gebäude liegt an den Hängen des Monte Bissago auf dem orografisch rechten Ufer des Luretta-Baches in der Nähe der ersten Hügel des Luretta-Tals.

## Geschichte
Die Burg wurde erstmalig auf einem Pergament aus dem Jahre 1001 urkundlich erwähnt, mit dem der Bischof-Graf von Piacenza, Sigerico, der substanziell zum Bau der Basilika San Savino in Piacenza und des zugehörigen Klosters beigetragen hatte, „den Hof namens Regiano mit allen Dependenzen und der Hälfte der Burg am Monte Bissago“ den Benediktinermönchen gewährte. Von den beiden Höfen, die in dem Pergament erwähnt sind, wurde „Regiano“ als „Rezzanella“ identifiziert, während es von der Burg am Monte Bissago heute keine Spur mehr gibt.
1212, während der Kämpfe zwischen den Guelfen und den Ghibellinen, beherbergte die Burg, wie andere Burgen außerhalb von Piacenza, die guelfische Fraktion, die wegen der Bedrohung durch eine ghibellinische Belagerung aus der Stadt geflohen war; die Ghibellinen genossen die Unterstützung der Familie Visconti. Nachdem die Guelfen im August 1213 eine erste Schlacht, die an den Toren der Stadt Piacenza, in der Nähe des heutigen Ospedale di Sant’Antonio, geschlagen wurde, verloren hatten und die Guelfen für die fehlende Unterstützung der Truppen aus Parma bezahlen mussten, fand um das Castello di Rezzanello eine zweite Schlacht statt, die darin gipfelte, dass sie sich den Truppen von Mailand ergeben mussten. Im 19. Jahrhundert wurde im Gebiet um die Burg diverse menschliche Überreste und solche von Pferden gefunden und darüber hinaus Teile von Blankwaffen und Rüstungen, die vermutlich von dieser Schlacht stammen.
1357 gab das Kloster die Burg an Gabriello Baccopiccina ab, aber der vereinbarte Preis wurde vom Papst als unangemessen beurteilt, sodass ein Streit darüber entstand, der damit endete, dass Baccapiccina die Burg für 10 Jahre gegen Zahlung einer jährlichen Gebühr erhielt. Nach Ende der Vereinbarung fiel die Burg nicht an das Kloster zurück, sondern gelangte über ein Vermächtnis an die Familie Chiapponi. 1454 erhielt die Familie in Person des Dottore Bartolomeo Chiapponi vom Kloster San Savino die Investitur in die Burg und alle angeschlossenen Gebiete im Tausch gegen die Verpflichtung, die Befestigungen zu verstärken und etliche Gebäude umzubauen, sowohl innerhalb als auch außerhalb der Verteidigungsmauer.

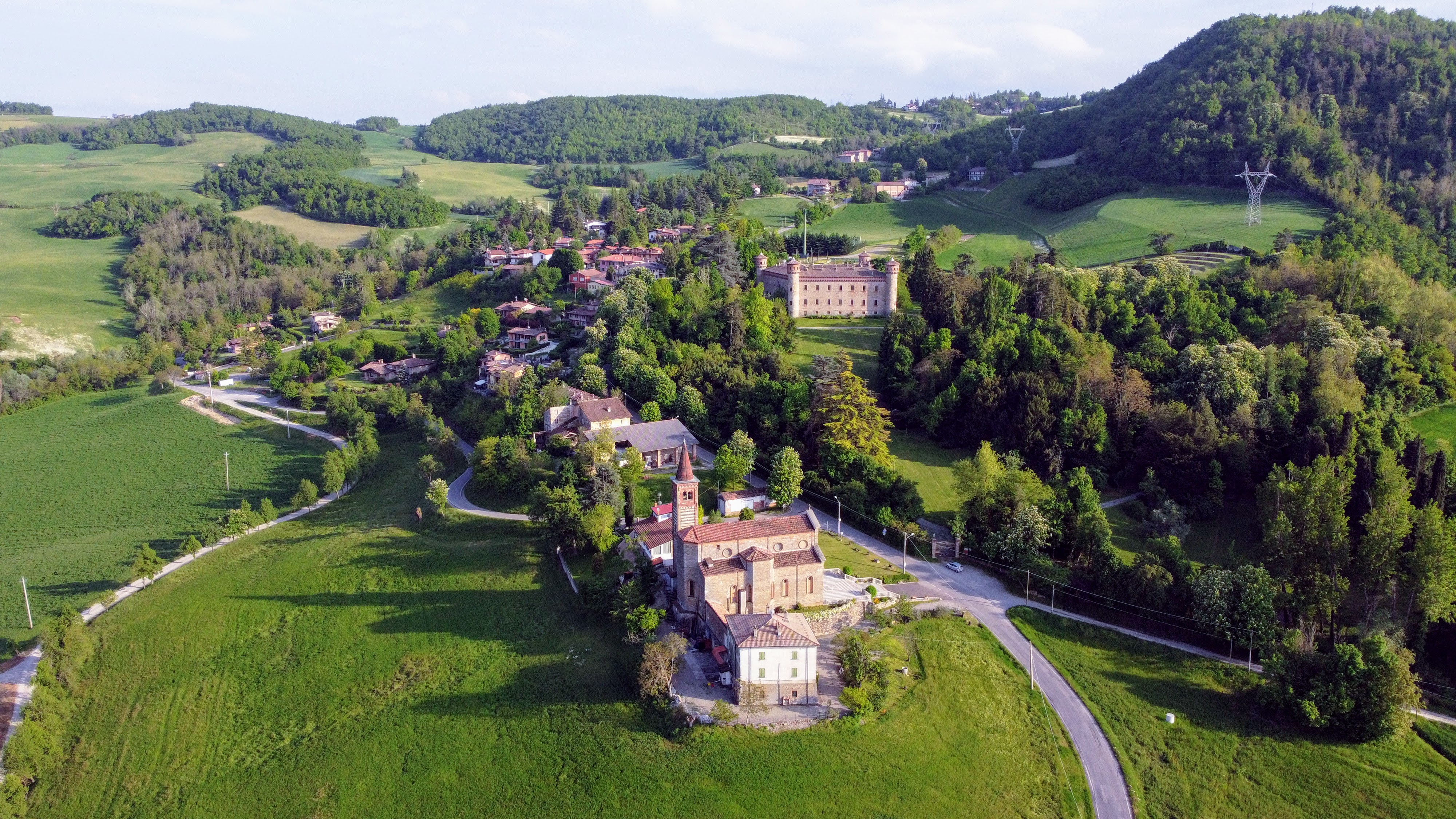
Luftbild von Rezzanello mit Burg

Im letzten Abschnitt des 16. Jahrhunderts wurde das Kloster zusammen mit anderen Gütern des Klosters San Savino aufgrund der grundlegenden Umorganisation des Benediktinerordens an die Hieronymiten abgegeben, die sie 1580 an das Päpstliche Englische Kolleg in Rom weitergaben. Der Familie Chiapponi aber gelang es, das Lehen bis zum Aussterben ihres Familienzweiges 1796 zu halten, dann gelangte es an die Familie Scotti di San Giorgio. Kaum hatten die Scottis die Burg erhalten, begannen sie einen harten Streit mit dem römischen Kollegium, das schließlich das Eigentum an der Burg gegen die Zahlung einer riesigen Entschädigung aufgab.
Nachdem sich die Scottis den Besitz der Burganlage gesichert hatten, beschlossen sie den Umbau in einen Adelssitz und ließen bedeutende Umbau- und Änderungsarbeiten durchführen. Nachdem der letzte Erbe der Familie Scotti viel von dem Familienvermögen verschleudert hatte, wurde die Burg 1898 an die Brüder Antonio und Francesco Lombardi verkauft, die das Anwesen bis 1905 behielten; dann gaben sie es an die Brüder Corrado und Giuseppe Manfredi ab. Der Ingenieur Giuseppe Manfredi beauftragte den Architekten Camillo Guidotti, der sich vorher bereits um die Restaurierung des Doms von Piacenza gekümmert hatte. Die Restaurierungsarbeiten des Architekten Guidotti, die im damals gerade modernen neuromanischen Stil durchgeführt wurden, griffen ziemlich in die Ansicht des Komplexes ein, dessen originale Ansicht sie deutlich veränderten; die Effekte kann man überall an der Fassade sehen, besonders am Dachgeschoss und oben an den Türmen.
1918 kaufte der Commendatore Bombrini aus Genua die Burg und behielt sie bis 1930; dann kaufte sie die Aktiengesellschaft Fides, die dem Grafen Cigala Fulgosi gehörte. 1938 ging das Anwesen in das Eigentum der Ursulinen von Piacenza über, die es vom Grafen Gino Cigala Fulgosi gekauft hatten und es zu Sitz des Casa del Divin Cuore (dt.: Haus des göttlichen Herzens) machten: Die Schwestern nutzen es, indem sie Zusammenkünfte unter religiösen Themen organisierten und als Sommerfrische in Zusammenarbeit mit verschiedenen benachbarten Pfarreien, der Azione Cattolica und anderen christlichen Bewegungen.
Im April 1941 wurde die Burg, nachdem sie einige Umbauten, darunter der Errichtung einer Einfriedung aus Metallnetzen und Stacheldraht, über sich hatte ergehen lassen, in ein Gefangenenlager für feindliche Soldaten umgewandelt, die bei kriegerischen Auseinandersetzungen gefangen genommen worden waren; sie war wegen ihrer abgelegenen Position, die sie vor möglichen Bombenangriffen schützte, die erste Anlage in der Provinz, die zu diesem Zweck umgebaut wurde. Die ersten Gefangenen, etwa 20 englische Offiziere, begleitet von ihren Adjudanten, wurden im Mai 1941 in die Burg gebracht. Dazu kamen in der Folge weitere englische Einheiten und solche aus Australien und Indien. Im Mai 1943 wurden die Gefangenen verlegt und durch ein Kontingent ersetzt, das aus südafrikanischen, niederen Offiziersrängen bestand, denen britische Offiziere in niedrigem Rang und schließlich griechische Soldaten folgten, die bis zur Proklamation des Waffenstillstandes am 8. September 1943 dort blieben.
1987 kauften die Eheleute Maddalena und Lorenzo Fiorani die Burg von den Ursulinen und ließen mehrere Mauerabschnitte restaurieren. Ab 1996 nutzten sie sie für Kultur und Erholung, indem sie geführte Touren, Veranstaltungen und Zeremonien anboten.

## Beschreibung
Die Burg hat einen trapezförmigen Grundriss mit vier zylindrischen Ecktürmen, die mit Terrakotta und Konsolen verziert sind. Die Türme sich durch ihre schlanke Form gekennzeichnet und zeigen an ihren Spitzen einen Vorsprung, der von kleinen Bögen getragen wird und in ein konisches Dach ausläuft. In der Mitte der Anlage liegt ein weiter Innenhof. Dieselbe Art von kleinen Bögen, wie an den Türmen, zeigt sich in Doppelreihe als Zier im Dachgeschoss. Mit dem Ziel, die Burg den Wohnbedürfnissen anzupassen wurden zahlreiche Fenster ausgebrochen, die regelmäßig über alle Fassaden verteilt sind.
Am Rande des Beckens, in dem sich die Burg befindet, liegt ein 7 Hektar großer Park, in dem es hundertjährige Bäume und exotische Kräuter, sowie zwei kleine Seen gibt, von denen einer mit einem Springbrunnen ausgestattet ist, und drei Quellen mit magnesiumreichen Wasser gibt.